# Кишлав
Кишлав (на украински: Курське, на диалекта на кримските българи Къшлов) е село в южна Украйна, в Автономна република Крим. Административен център на Курския селски съвет. Населението му е около 1310 души (2001).
Разположено е в източната част на полуостров Крим, на 217 m надморска височина на северните склонове на Кримските планини, на 21 km северно от бреговете на Черно море и на 66 km източно от град Симферопол. Кишлав е татарско село, чието население се изселва след завладяването на Крим от Руската империя в края на XVIII век. През 1802 година в селото са заселени българи, главно от Източна Тракия. Селището остава предимно българско до 1944 година, когато при насилствената русификация на Крим цялото му население е изселено в Пермска област и Средна Азия.